# Чемпионат Европы по лёгкой атлетике 2014 — эстафета 4×400 метров (мужчины)
Соревнования в эстафете 4×400 метров у мужчин на чемпионате Европы по лёгкой атлетике в Цюрихе прошли 16—17 августа 2014 года на стадионе «Летцигрунд». К соревнованиям были допущены 16 сильнейших сборных, определявшиеся по сумме двух лучших результатов, показанных с 1 января 2013 года по 27 июля 2014 года.

## Рекорды
До начала соревнований действующими были следующие рекорды.
| Мировой рекорд                   | США · Эндрю Валмон · Куинси Уоттс · Батч Рейнольдс · Майкл Джонсон            | 2.54,29 | Штутгарт, Германия        | 22 августа 1993 |
| Рекорд Европы                    | Великобритания · Айван Томас · Джейми Болч · Марк Ричардсон · Роджер Блэк     | 2.56,60 | Атланта, США              | 3 августа 1996  |
| Рекорд чемпионатов Европы        | Великобритания · Пол Сандерс · Крисс Акабуси · Джон Реджис · Роджер Блэк      | 2.58,22 | Сплит, Югославия          | 1 сентября 1990 |
| Лучший результат сезона в мире   | США · Дэвид Вербург · Тони Маккей · Кристиан Тейлор · Лашон Мерритт           | 2.57,25 | Нассау, Багамские Острова | 25 мая 2014     |
| Лучший результат сезона в Европе | Великобритания · Майкл Бингэм · Конрад Уильямс · Найджел Левайн · Мартин Руни | 3.00,32 | Нассау, Багамские Острова | 25 мая 2014     |

## Расписание
| Дата            | Время | Раунд соревнований     |
| --------------- | ----- | ---------------------- |
| 16 августа 2014 | 16:48 | Предварительные забеги |
| 17 августа 2014 | 15:42 | Финал                  |

Время местное (UTC+2)

## Медалисты
| Золото | Серебро                                                                                                | Бронза                                                                |
| Великобритания · Конрад Уильямс · Мэттью Хадсон-Смит · Майкл Бингем · Мартин Руни · Найджел Левайн · Рабах Юсиф | Польша · Рафал Омелько · Кацпер Козловский · Лукаш Кравчук · Якуб Кшевина · Михал Петшак · Анджей Ярос | Франция · Мам-Ибра Анн · Тедди Атин-Венель · Мамаду Анн · Тома Жордье |

Курсивом выделены участники, выступавшие только в предварительных забегах

## Результаты
Обозначения: Q — Автоматическая квалификация | q — Квалификация по показанному результату | WR — Мировой рекорд | ER — Рекорд Европы | CR — Рекорд чемпионатов Европы | NR — Национальный рекорд | NUR — Национальный рекорд среди молодёжи | EL — Лучший результат сезона в Европе | PB — Личный рекорд | SB — Лучший результат в сезоне | DNS — Не стартовал | DNF — Не финишировал | DQ — Дисквалифицирован

### Предварительные забеги
Квалификация: первые 3 команды в каждом забеге (Q) плюс 2 лучших по времени (q) проходили в финал. В первом забеге при передаче с первого на второй этап представитель сборной Украины создал помеху для команды Нидерландов, бежавшей по соседней дорожке и выронившей после этого контакта эстафетную палочку. После финиша голландцы подали протест, который был удовлетворён. Украина была дисквалифицирована, а Нидерландам дали возможность в одиночку перебежать эстафету после завершения вечерней программы 16 августа. Однако улучшить своё время и попасть в финал им так и не удалось. Итоговый результат — 3.05,93 (в первый раз, даже несмотря на украинское вмешательство, было быстрее — 3.04,72).

| Место | Команда                                                                           | Забег | Результат | Примечания |
| ----- | --------------------------------------------------------------------------------- | ----- | --------- | ---------- |
| 1     | Великобритания (Найджел Левайн, Майкл Бингем, Рабах Юсиф, Мартин Руни)            | 1     | 3:00.65   | Q          |
| 2     | Франция (Мам-Ибра Анн, Тедди Венель, Мамаду Анн, Тома Жордье)                     | 1     | 3:00.80   | Q, SB      |
| 3     | Германия (Томас Шнайдер, Мигель Ригау, Давид Гольнов, Йонас Пласс)                | 1     | 3:02.41   | Q, SB      |
| 4     | Россия (Никита Углов, Павел Ивашко, Павел Тренихин, Владимир Краснов)             | 2     | 3:03.19   | Q          |
| 5     | Польша (Михал Петшак, Кацпер Козловский, Анджей Ярос, Рафал Омелько)              | 2     | 3:03.52   | Q, SB      |
| 6     | Ирландия (Брайан Григан, Брайан Мёрфи, Ричард Моррисси, Томас Барр)               | 2     | 3:03.57   | Q, NR      |
| 7     | Бельгия (Жюльен Ватрен, Антуан Жийе, Микаэль Бюльтель, Кевин Борле)               | 2     | 3:03.83   | q          |
| 8     | Чехия (Ян Тесарж, Даниэль Немечек, Михал Десенский, Патрик Шорм)                  | 1     | 3:04.07   | q, SB      |
| 9     | Испания (Пау Фрадера, Самуэль Гарсия, Лукас Буа, Марк Ухакпор)                    | 2     | 3:04.68   | SB         |
| 10    | Италия (Давиде Ре, Микеле Трикка, Лоренцо Валентини, Маттео Гальван)              | 1     | 3:04.74   | SB         |
| 11    | Нидерланды (Бьорн Блаувхоф, Терренс Агард, Обед Мартис, Лимарвин Боневасия)       | 3     | 3:05.93   |            |
| 12    | Турция (Батухан Алтынташ, Халит Кылыч, Ильхам Озбилен, Явуз Джан)                 | 2     | 3:07.68   |            |
| 13    | Дания (Фестус Асанте, Андреас Бубе, Ник Экелунд-Аренандер, Никлас Хюде)           | 1     | 3:08.12   |            |
| 14    | Швейцария (Сильван Луц, Даниэле Ангелелла, Филипп Вайссенбергер, Йоханнес Вагнер) | 2     | 3:08.63   | SB         |
| 15    | Хорватия (Сташа Врховец, Матео Ковачич, Янн Элой Сенярич, Матео Ружич)            | 2     | 3:12.73   |            |
| 16 !  | Украина (Виталий Бутрым, Евгений Гуцол, Данил Даниленко, Владимир Бураков)        | 1     | DQ        |            |

### Финал
Финал в эстафете 4×400 метров у мужчин состоялся 17 августа 2014 года. Действующий чемпион Европы на дистанции 400 метров Мартин Руни, бежавший на заключительном этапе, принёс сборной Великобритании очередное золото турнира.
| Место | Команда                                                                        | Результат | Примечания |
| ----- | ------------------------------------------------------------------------------ | --------- | ---------- |
| 1     | Великобритания (Конрад Уильямс, Мэттью Хадсон-Смит, Майкл Бингэм, Мартин Руни) | 2:58.79   | EL         |
| 2     | Польша (Рафал Омелько, Кацпер Козловский, Лукаш Кравчук, Якуб Кшевина)         | 2:59.85   | SB         |
| 3     | Франция (Мам-Ибра Анн, Тедди Венель, Мамаду Кассе Анн, Томас Жордье)           | 2:59.89   | SB         |
| 4     | Ирландия (Брайан Григан, Марк Инглиш, Ричард Моррисси, Томас Барр)             | 3:01.67   | NR         |
| 5     | Германия (Камге Габа, Мигель Ригау, Йонас Пласс, Томас Шнайдер)                | 3:01.70   | SB         |
| 6     | Бельгия (Жюльен Ватрен, Кевин Борле, Микаэль Бюльтель, Стеф Ванхарен)          | 3:02.60   | SB         |
| 7     | Чехия (Ян Тесарж, Даниэль Немечек, Михал Десенский, Патрик Шорм)               | 3:04.56   |            |
| 8 !   | Россия (Максим Дылдин, Павел Ивашко, Никита Углов, Владимир Краснов)           | 2:59.38   | DQ [a]     |

a  26 сентября 2017 года Всероссийская федерация лёгкой атлетики сообщила о дисквалификации на 4 года российского бегуна на 400 метров Максима Дылдина. Перепроверка его допинг-проб, взятых на Олимпийских играх 2012 года, дала положительный результат на туринабол. Все результаты спортсмена, показанные после 5 августа 2012 года, были аннулированы, в том числе серебряная медаль сборной России (Максим Дылдин, Павел Ивашко, Никита Углов, Владимир Краснов) в эстафете 4×400 метров на чемпионате Европы 2014 года с результатом 2.59,38.